# Palaquium galactoxylum
Palaquium galactoxylum är en tvåhjärtbladig växtart som först beskrevs av Ferdinand von Mueller, och fick sitt nu gällande namn av Herman Johannes Lam. Palaquium galactoxylum ingår i släktet Palaquium och familjen Sapotaceae.

## Underarter
Arten delas in i följande underarter:
- P. g. galactoxylum
- P. g. salomonense